# Alfons Baggen

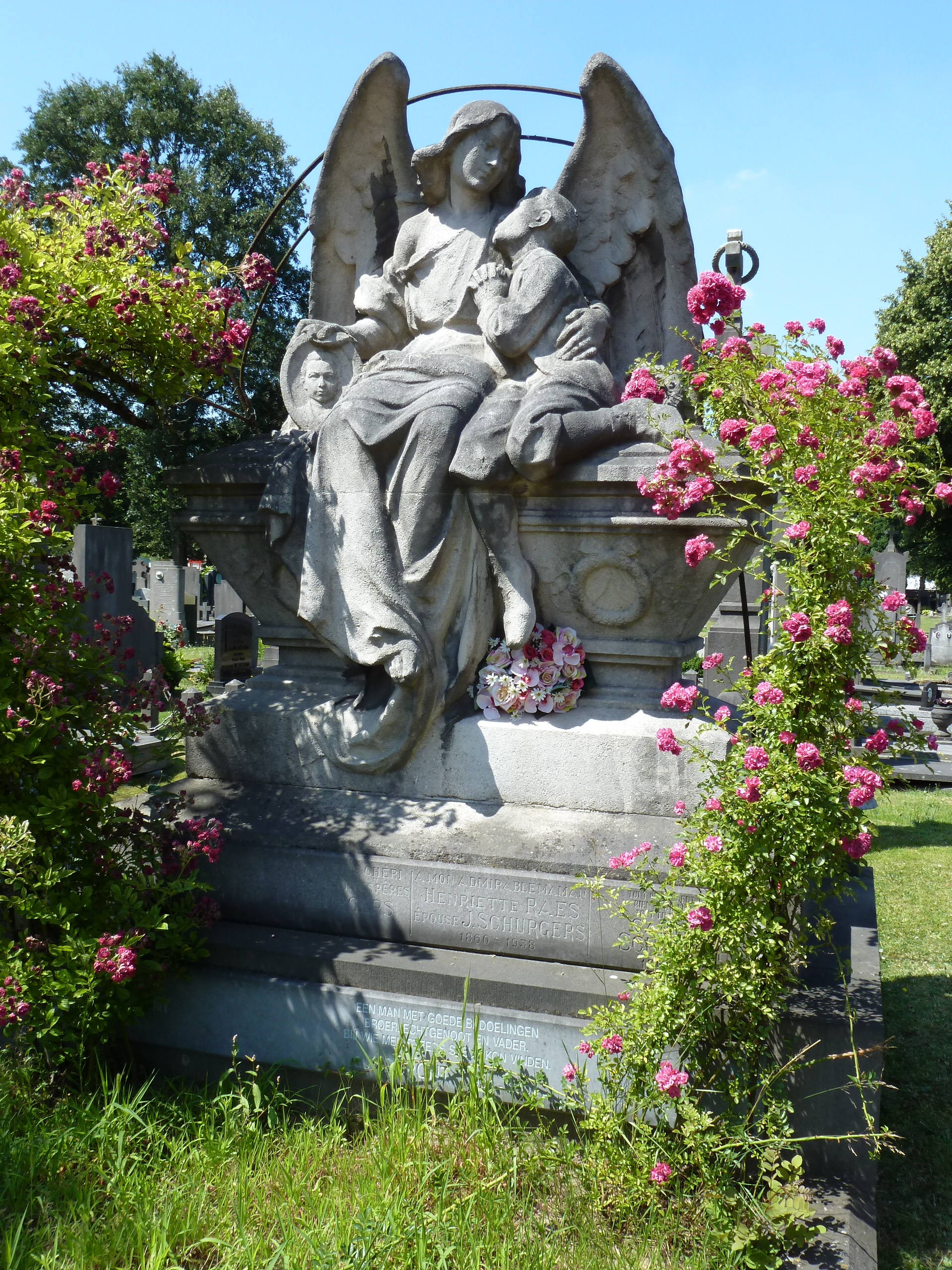
Grafmonument Schurgers (ca. 1900)

Alphons Lambert Baggen (Geleen, 9 maart 1862 – Borgerhout, 11 mei 1937) was een Nederlands beeldhouwer, werkzaam in België. Hij wordt foutief vermeld als Albert Baggen.

## Leven en werk
Alfons Baggen werd geboren in Nederlands Limburg als oudste zoon van schrijnwerker Jan Antoon Baggen en Maria Helena Kamps. Als tiener verhuisde hij in 1874 met zijn ouders naar Antwerpen. Hij kreeg zijn opleiding aan de Koninklijke Academie voor Schone Kunsten (1881-1887), onder leiding van Jacques De Braekeleer en Jozef Geefs. Uit zijn huwelijk met Isabella Loyens werden drie kinderen geboren.
Baggen beeldhouwwde onder meer bustes, diersculpturen, heiligenbeelden, figuurvoorstellingen, oorlogs- en grafmonumenten in een naturalistische stijl, later werd zijn werk soberder. Hij werkte in ivoor, marmer en steen. Samen met Frans De Vriendt won hij in 1897 een prijsvraag voor een monument ter herinnering aan de Boerenkrijg, dat werd geplaatst op het Leopoldplein in Hasselt. Baggen maakte de brigand met kruisbanier en koehoorn. In 1887 stichtte hij met beeldhouwer Emile Jespers en schilder Jan van de Riet de Vlaamse kunstkring Eigen Vorming, die tentoonstellingen organiseerde rond Borgerhout. Hij sloot zich ook aan bij de Antwerpse vereniging Als ik Kan.
Alfons Baggen overleed op 75-jarige leeftijd, hij werd begraven op de begraafplaats Silsburg. In 1952 werd in Borgerhout de Baggenstraat naar hem vernoemd.

## Enkele werken
- 1898 Boerenkrijgmonument op het Leopoldplein in Hasselt, ontworpen in samenwerking met .[6]
- ca. 1900 grafmonument Schurgers op de begraafplaats Silsburg.[7]
- 1905 allegorische beelden van Krachtdadigheid-Rechtvaardigheid en Voorzichtigheid-Gelijkheid aan weerszijden van de erker op de beletage van het Districtshuis van Borgerhout.
- 1920 oorlogsmonument met soldaat, ook bekend als De Vuist, Vrijwilligersstraat in Edegem. Oorspronkelijk geplaatst tegenover het gemeentehuis, sinds 1955 op de huidige locatie.
- 1924 oorlogsmonument Treurend België op de begraafplaats in Edegem.[8]
- ca. 1926 timpaan met Sint-Dominicus voor de Sint-Dominicuskerk in Antwerpen.
- 1930 oorlogsmonument met Heilig Hartbeeld aan de Veltwijcklaan in Ekeren.
- 1931-1932 calvariegroep als bekroning van de poort van het Klooster van de witzusters aan de Kammenstraat in Antwerpen. Ter vervanging van een groep uit 1800.
- 1935 obelisk ter gelegenheid van het 50-jarig bestaan van de bank en bouwmaatschappij Antverpia, aan de Sint Antoniuslei in Brasschaat.
- grafmonument van Jan De Laet op het Sint-Fredegandus.
- beeldengroep in de Onze-Lieve-Vrouw-Presentatiekerk in Aalst.
- Zingende meisjes. Repetitie voor de meimaand, collectie Koninklijk Museum voor Schone Kunsten Antwerpen.

## Afbeeldingen

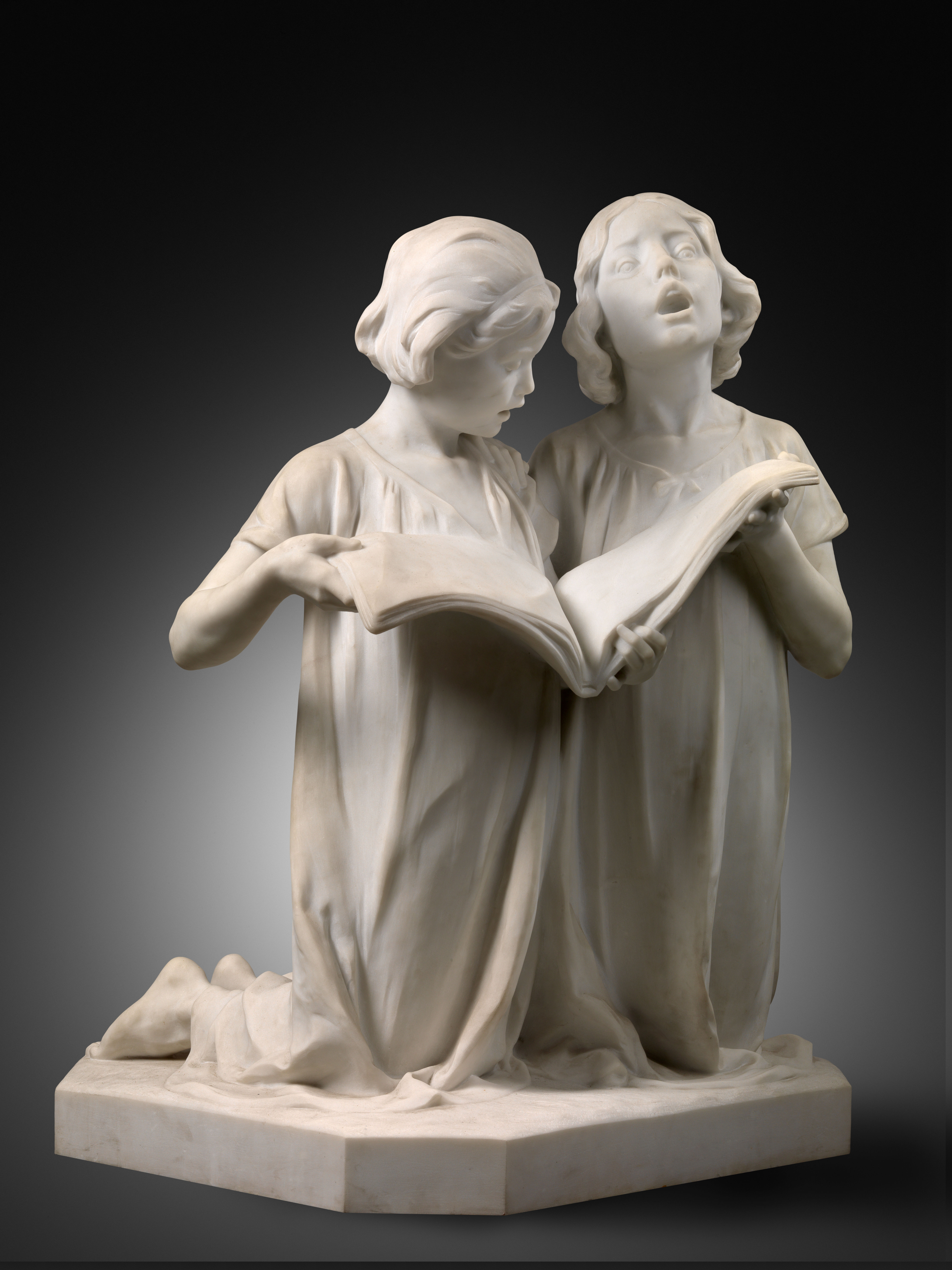
Zingende meisjes. Repetitie voor de meimaand.
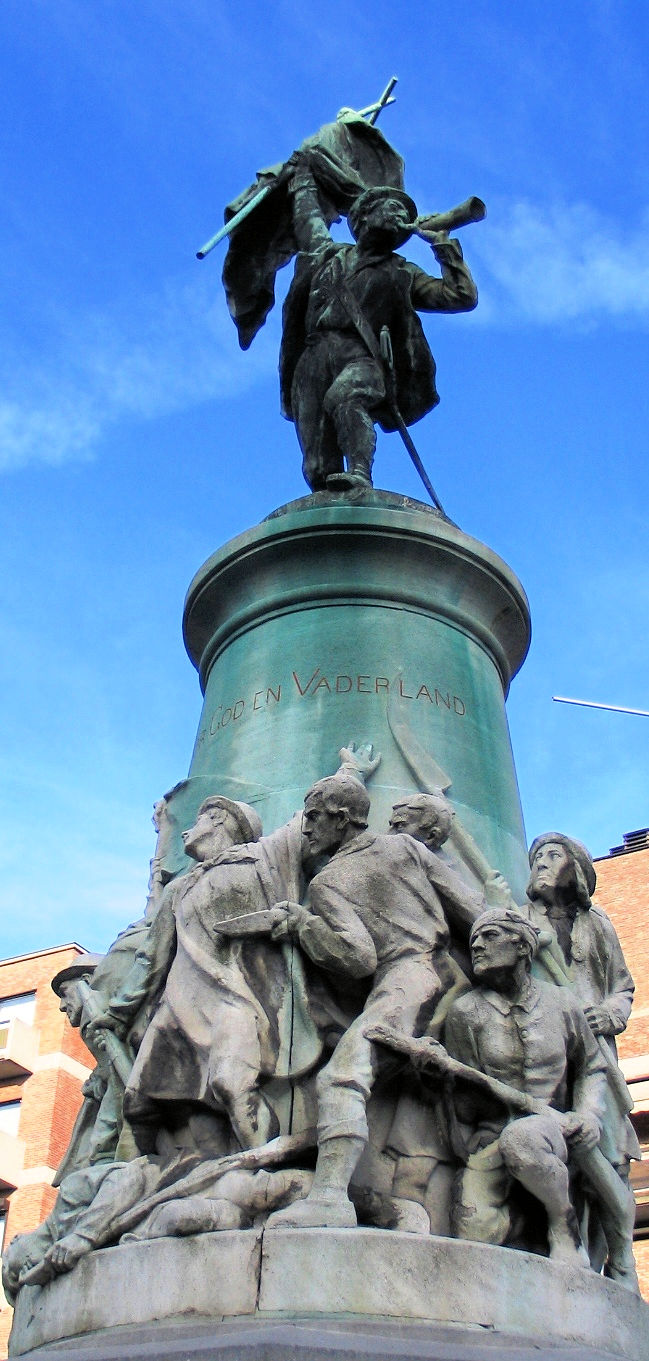
Boerenkrijg-monument (1898), Hasselt
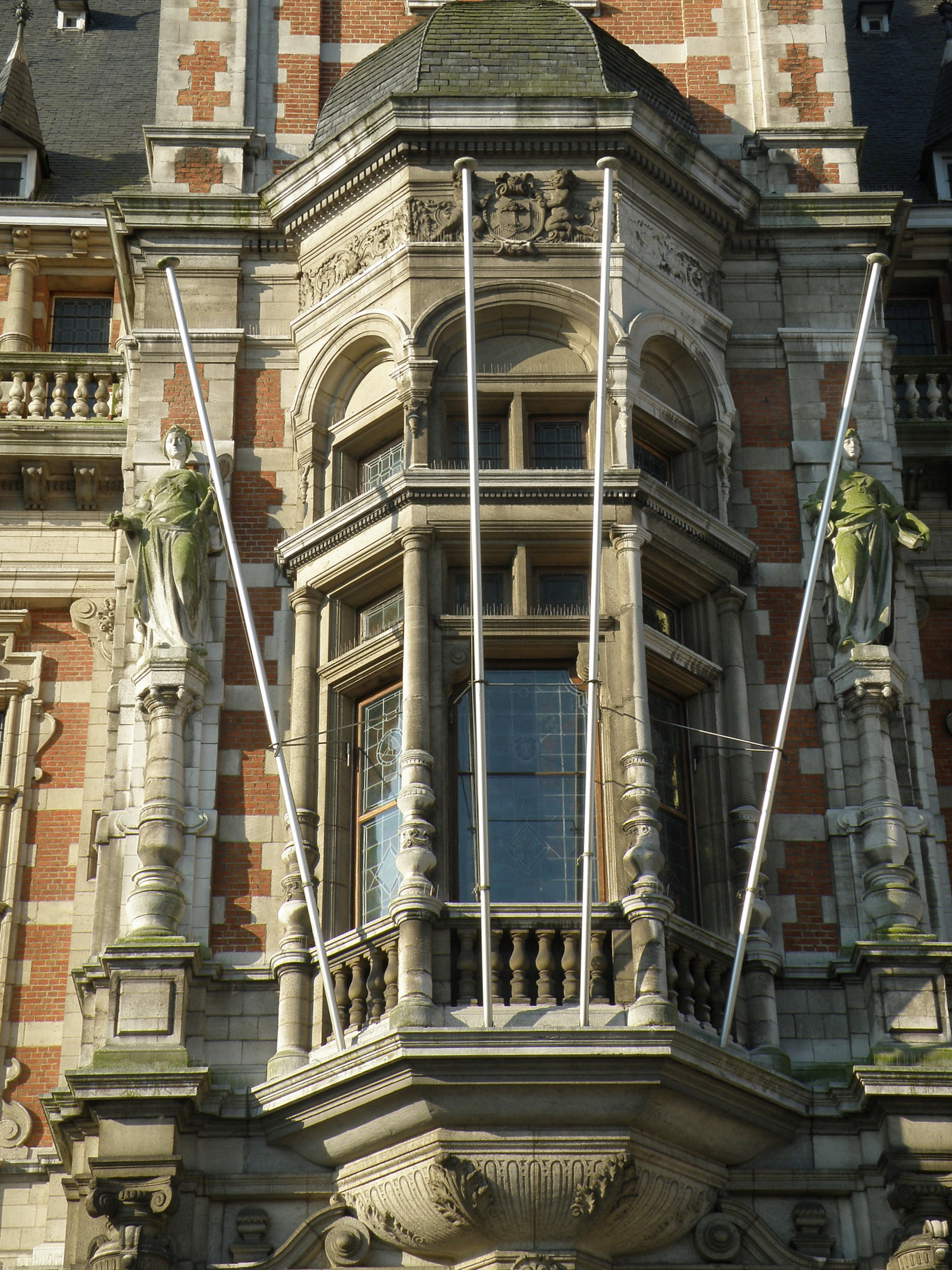
Krachtdadigheid-Rechtvaardigheid en Voorzichtigheid-Gelijkheid (1905), Borgerhout
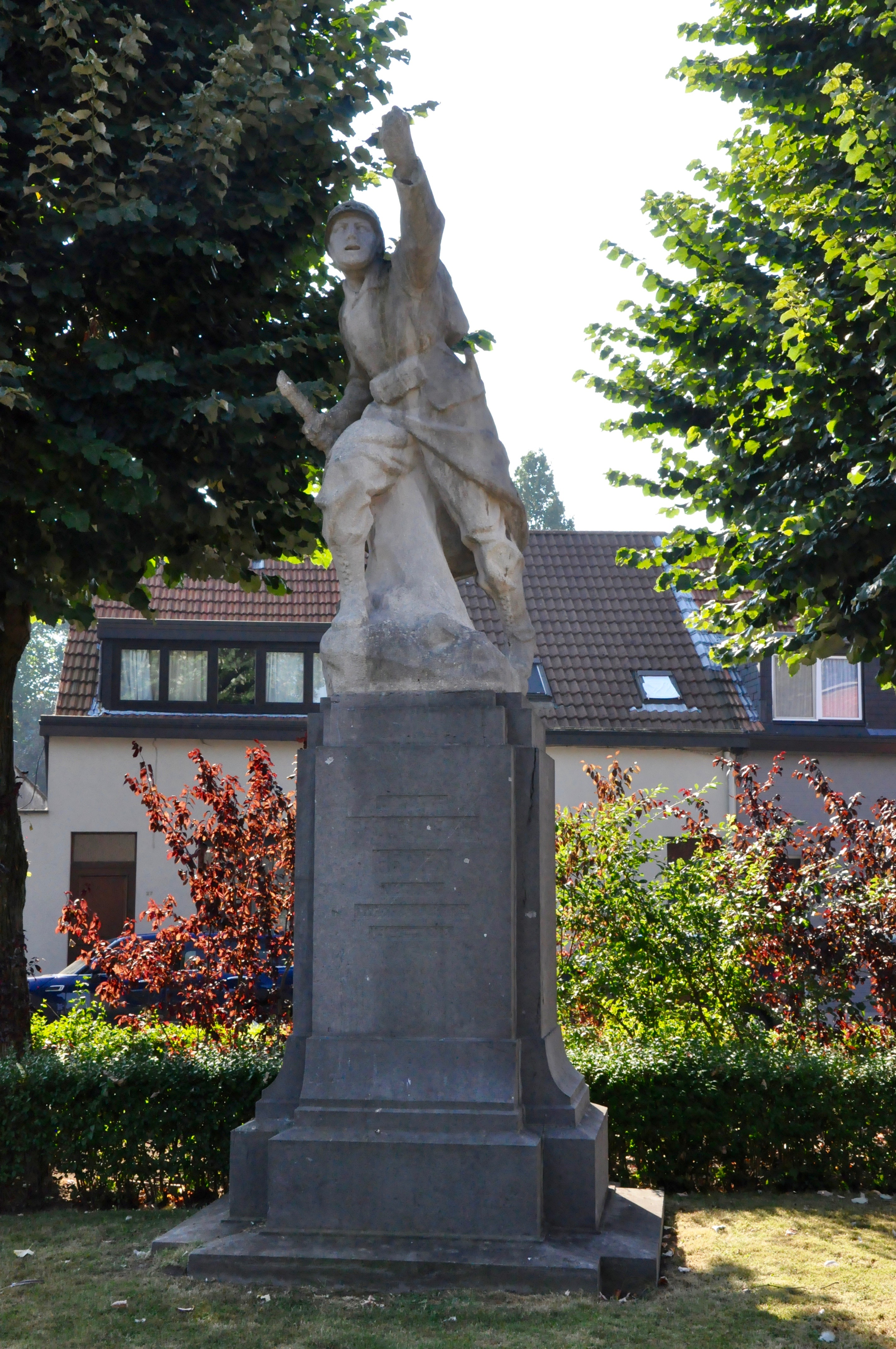
De Vuist (1920), Edegem
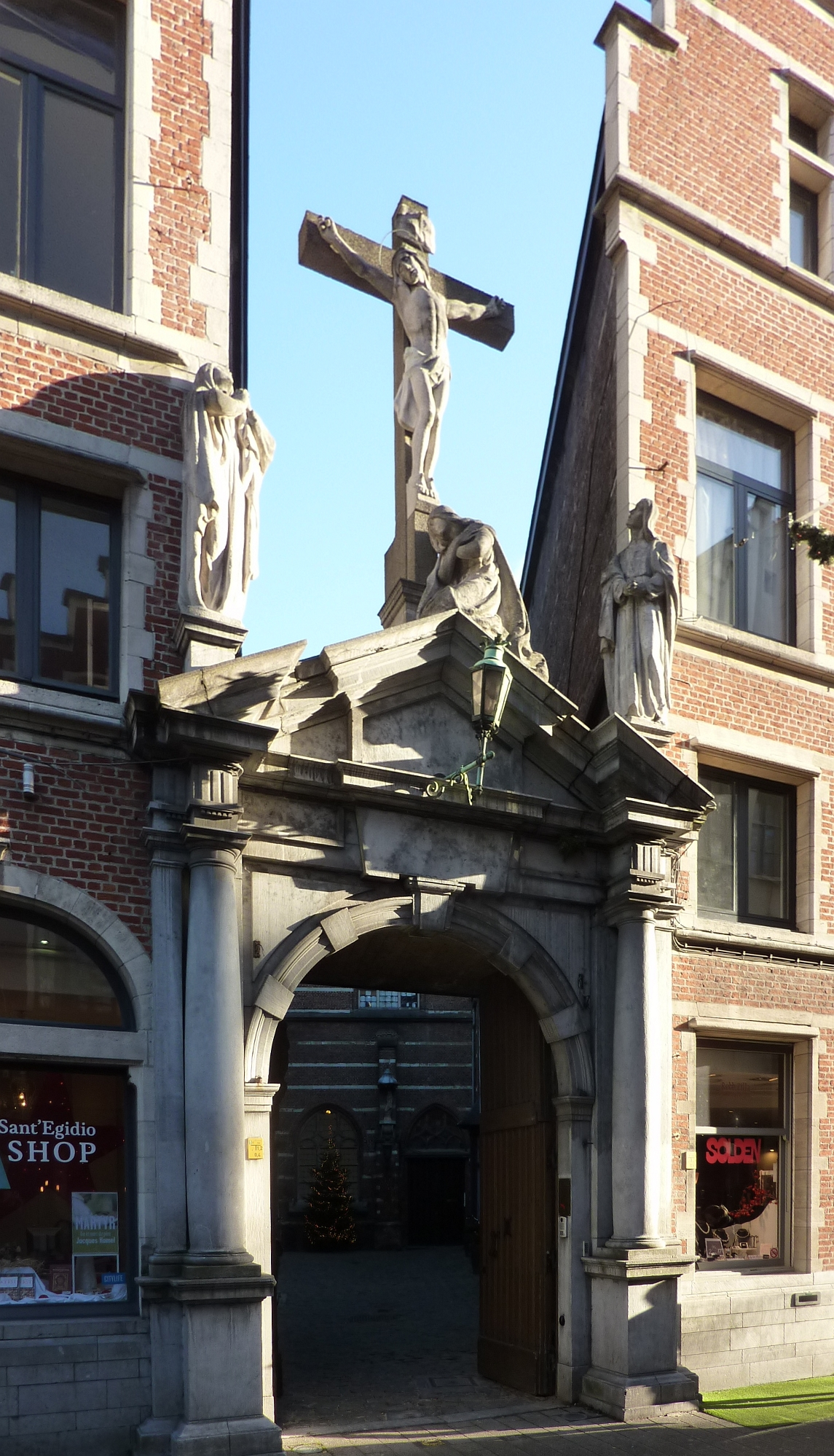
calvarie (1931), Antwerpen
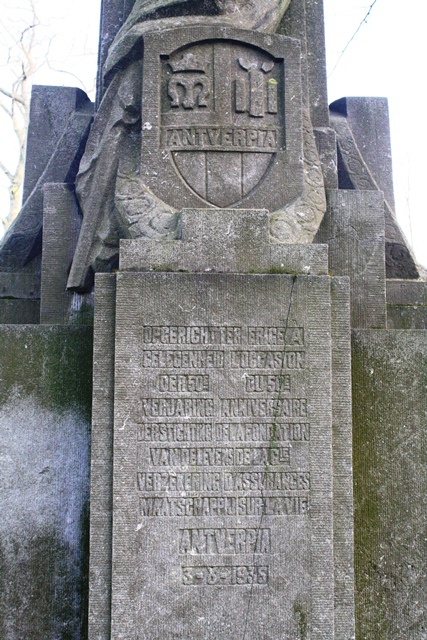
detail obelisk Antverpia (1935), Brasschaat

- Biografisch Portaal: 68136443
- RKD-Nederlands Instituut voor Kunstgeschiedenis: 250613